# هارالد فليشر
هارالد فليشر (بالألمانية: Harald Fleischer)‏ (22 يناير 1985 في رومانيا - ) هو لاعب كرة قدم ألماني في مركز الوسط. لعب مع غرويتر فورت ونادي نورنبرغ.

## وصلات خارجية
- هارالد فليشر على موقع قاعدة بيانات كرة القدم.إي يو (الإنجليزية)
- هارالد فليشر على موقع بيانات كرة القدم. دي إي (الألمانية)